# The Singles Collection Volume 4
The Singles Collection Volume 4 är en samlingsbox av det brittiska rockbandet Queen, utgiven 2010. Samlingsboxen innefattar nästa 13 singlar som lyckades ta sig upp på en global topp 40-placering och som utgavs efter singlarna i The Singles Collection Volume 3.

## Låtlista
Disc 1
1. "The Miracle" – 5:03
2. "Stone Cold Crazy" (Live At The Rainbow '74) – 2:10

Disc 2
1. "Innuendo" – 6:33
2. "Bijou" – 3:37

Disc 3
1. "I'm Going Slightly Mad" – 4:25
2. "The Hitman" – 4:57

Disc 4
1. "Headlong" (Single Version) – 4:35
2. "All God's People" – 4:22

Disc 5
1. "The Show Must Go On" – 4:32
2. "Queen Talks" – 1:43

Disc 6
1. "Bohemian Rhapsody" – 5:57
2. "These Are the Days of Our Lives" – 4:15

Disc 7
1. "Heaven for Everyone" (Single Version) – 4:45
2. "It's A Beautiful Day" (Single Version) – 3:58

Disc 8
1. "A Winter's Tale" – 3:53
2. "Rock In Rio Blues" (UK Single Version) – 4:35

Disc 9
1. "Too Much Love Will Kill You" – 4:22
2. "I Was Born to Love You" – 4:51

Disc 10
1. "Let Me Live" – 4:48
2. "We Will Rock You" (Live At Wembley '86) – 2:56
3. "We Are the Champions" (Live At Wembley '86) – 4:04

Disc 11
1. "You Don't Fool Me" (Edit) – 3:56
2. "You Don't Fool Me" (Album Version) – 5:24

Disc 12
1. "No-One but You (Only the Good Die Young)" – 4:14
2. "We Will Rock You (The Rick Rubin 'Ruined' Remix)" – 5:02
3. "Gimme The Prize (Instrumental Remix for 'The eYe')" – 4:02

Disc 13
1. "Under Pressure" (Rah Mix) (Radio Edit) – 3:47
2. "Under Pressure" (Mike Spencer Remix) – 3:55
3. "Under Pressure" (Live At Knebworth) – 4:17